# Torstedlund
Torstedlund er en gammel hovedgård, som nævnes første gang i 1390 og ligger i Aarestrup Sogn, Hornum Herred, Ålborg Amt, Rebild Kommune. Hovedbygningen er opført i 1848
Nørlund Og Torstedlund Godser er på 2400 hektar

## Ejere af Torstedlund
- (1390-1400) Jon Viffertsen
- (1400-1443) Viffert Jonsen Viffertsen
- (1443-1493) Jon Viffert Viffertsen
- (1493-1506) Mads Jonsen Viffertsen
- (1506-1510) Elna Jensdatter Seefeld gift Viffertsen
- (1510) Mads Madsen Viffertsen / Jon Madsen Viffertsen
- (1510-1525) Mads Madsen Viffertsen / Jon Madsen Viffertsen / Palle Madsen Viffertsen
- (1525-1560) Jon Madsen Viffertsen
- (1560-1595) Niels Jonsen Viffertsen
- (1595-1626) Niels Krabbe
- (1626-1655) Gregers Nielsen Krabbe
- (1655-1675) Dorte Daa gift Krabbe
- (1675-1678) Claus Gergersen Krabbe
- (1678-1680) Marie Sophie Bielke gift (1) Krabbe (2) Bielke
- (1680-1692) Christian Bielke
- (1692-1699) Bernt Due
- (1699-1710) Manderup Berntsen Due / Albert Christopher Berntsen Due
- (1710-1724) Albert Christopher Berntsen Due
- (1724-1779) Christian Frederik von Levetzow
- (1779-1789) Iver Rosenkrantz von Levetzow
- (1789-1811) Siegfrid Victor Raben-Levetzau
- (1811-1812) Frederik Sophus Raben-Levetzau
- (1812) Johan Michael de Neergaard
- (1812-1814) Malthe Ulrich Friis
- (1814-1817) Mariane Wiborg gift Friis
- (1817-1820) Jørgen Tersling
- (1820-1826) Peter Johansen de Neergaard
- (1826-1830) Carl Petersen de Neergaard
- (1830-1837) Rasmus Conradsen
- (1837-1839) Den Almindelige Enkekasse
- (1839-1857) August Theodor Schütte
- (1857-1861) Sigismund Wolff Veith de Mylius
- (1861-1868) August Theodor Schütte
- (1868-1912) Hans Emil Bluhme
- (1912-1913) Johannes M.C. Ankerstjerne
- (1913-1914) J. Jespersen m.fl.
- (1914-1929) A.S. Blom / Chr. Rømer / G.A. Horneman
- (1929-1939) G.A. Horneman
- (1939-1941) G.A. Hornemans dødsbo
- (1941-1970) Nørlund Stiftelsen
- (1970-) Nørlund Fonden